# Premio de la Crítica de narrativa gallega
El Premio de la Crítica de narrativa gallega es un premio literario de España que, desde 1976, concede la Asociación Española de Críticos Literarios dentro de la convocatoria anual del Premio de la Crítica, y en donde se valora la obra en prosa escrita en gallego, publicada el año anterior, que se considera mejor.

## Premiados
- 1976 - Carlos Casares, por Xoquetes para un tempo perdido
- 1977 - Silvio Santiago García, por O silencio redimido.
- 1978 - Xoán Ignacio Taibo, por Homes de ningures
- 1979 - Álvaro Cunqueiro, por Os outros feriantes
- 1980 - Xavier Alcalá, por Fábula
- 1981 - Alfredo Conde, por Breixo
- 1982 - Víctor Fernández Freixanes, por Triángulo inscrito na circunferencia
- 1983 - Camilo Gonsar, por Desfeita
- 1984 - Alfredo Conde, por Xa vai o grifón no vento
- 1985 - Lois Xosé Pereira, por As horas de cartón
- 1986 - Antón Risco, por Memoria de un emigrante
- 1987 - Ricardo Carballo Calero, por Sporpio
- 1988 - Víctor Fernández Freixanes, por O enxoval da novia
- 1989 - Manuel Rivas, por Un millón de vacas
- 1990 - Xavier Queipo, por Artico
- 1991 - Xosé Luis Méndez Ferrín, por Arraianos
- 1992 - Salvador García Bodaño, por Os misterios de monsieur d'Allier
- 1993 - Suso de Toro, por Tic-tac
- 1994 - Xurxo Borrazás, por Criminal
- 1995 - Xesús Manuel Valcárcel, por O capitán Lobo Negro
- 1996 - Carlos Casares, por Deus sentado nun sillón azul
- 1997 - Xosé Carlos Caneiro, por Un xogo de apócrifos
- 1998 - Manuel Rivas, por O lapis do carpinteiro
- 1999 - Xosé Luis Méndez Ferrín, por No ventre do silencio
- 2000 - Suso de Toro, por Non volvas
- 2001 - Xosé Vázquez Pintor, por A memoria do boi
- 2002 - Carlos Casares, por O sol do verán
- 2003 - Xabier López López, por A vida que nos mata
- 2004 - Xesús Constela, por As humanas proporcións
- 2005 - Teresa Moure, por Herba moura
- 2006 - Manuel Rivas, por Os libros arden mal
- 2007 - Luís Rei Núñez, por O señor Lugrís e a negra sombra
- 2008 - Marcos S. Calveiro, por Festina lente
- 2009 - Xabier Quiroga, por O cabo do mundo
- 2010 - Víctor Fernández Freixanes, por Cabalo de ouros
- 2011 - Antón Riveiro Coello, por Laura no deserto (Apresúrate despacio).
- 2012 - Begoña Caamaño, por Morgana en Esmelle.
- 2013 - Anxos Sumai, por A lúa da colleita
- 2014 - Xabier Quiroga, por Zapatillas rotas.
- 2015 - Manuel Rivas, por O último día de Terranova.
- 2016 - Isaac Xubín, por Non hai outro camiño.
- 2017 - Emma Pedreira, por Bibliópatas e fobólogos.
- 2018 - Antón Lopo, por Extraordinario.
- 2019 - Berta Dávila, por Carrusel.
- 2022 - Brais Lamela, por Ninguén queda.